# Dibenzothiophen
Dibenzothiophen ist eine chemische Verbindung, die aus zwei Benzolringen und einem zentralen Thiophenring besteht. Sie ist das S-Analogon von Dibenzofuran.
Dibenzothiophen ist in Erdöl und Steinkohlenteer enthalten.

## Gewinnung und Darstellung
Dibenzothiophen kann durch Reaktion von Biphenyl mit Schwefeldichlorid unter Anwesenheit von Aluminiumchlorid gewonnen werden.